# Raymond (New Hampshire)
Raymond – miasto w Stanach Zjednoczonych, w stanie New Hampshire, w hrabstwie Rockingham.